# Banziri
 (mars 2021).
La mise en forme du texte ne suit pas les recommandations de Wikipédia : il faut le « wikifier ».
Les points d'amélioration suivants sont les cas les plus fréquents. Le détail des points à revoir est peut-être précisé sur la page de discussion.
- Les titres sont pré-formatés par le logiciel. Ils ne sont ni en capitales, ni en gras.
- Le texte ne doit pas être écrit en capitales (les noms de famille non plus), ni en gras, ni en italique, ni en « petit »…
- Le gras n'est utilisé que pour surligner le titre de l'article dans l'introduction, une seule fois.
- L'italique est rarement utilisé : mots en langue étrangère, titres d'œuvres, noms de bateaux, etc.
- Les citations ne sont pas en italique mais en corps de texte normal. Elles sont entourées par des guillemets français : « et ».
- Les listes à puces sont à éviter, des paragraphes rédigés étant largement préférés. Les tableaux sont à réserver à la présentation de données structurées (résultats, etc.).
- Les appels de note de bas de page (petits chiffres en exposant, introduits par l'outil «  Source ») sont à placer entre la fin de phrase et le point final[comme ça].
- Les liens internes (vers d'autres articles de Wikipédia) sont à choisir avec parcimonie. Créez des liens vers des articles approfondissant le sujet. Les termes génériques sans rapport avec le sujet sont à éviter, ainsi que les répétitions de liens vers un même terme.
- Les liens externes sont à placer uniquement dans une section « Liens externes », à la fin de l'article. Ces liens sont à choisir avec parcimonie suivant les règles définies. Si un lien sert de source à l'article, son insertion dans le texte est à faire par les notes de bas de page.
- La présentation des références doit suivre les conventions bibliographiques. Il est recommandé d'utiliser les modèles {{Ouvrage}}, {{Chapitre}}, {{Article}}, {{Lien web}} et/ou {{Bibliographie}}. Le mode d'édition visuel peut mettre en forme automatiquement les références.
- Insérer une infobox (cadre d'informations à droite) n'est pas obligatoire pour parachever la mise en page.

Pour une aide détaillée, merci de consulter Aide:Wikification.
Si vous pensez que ces points ont été résolus, vous pouvez retirer ce bandeau et améliorer la mise en forme d'un autre article.

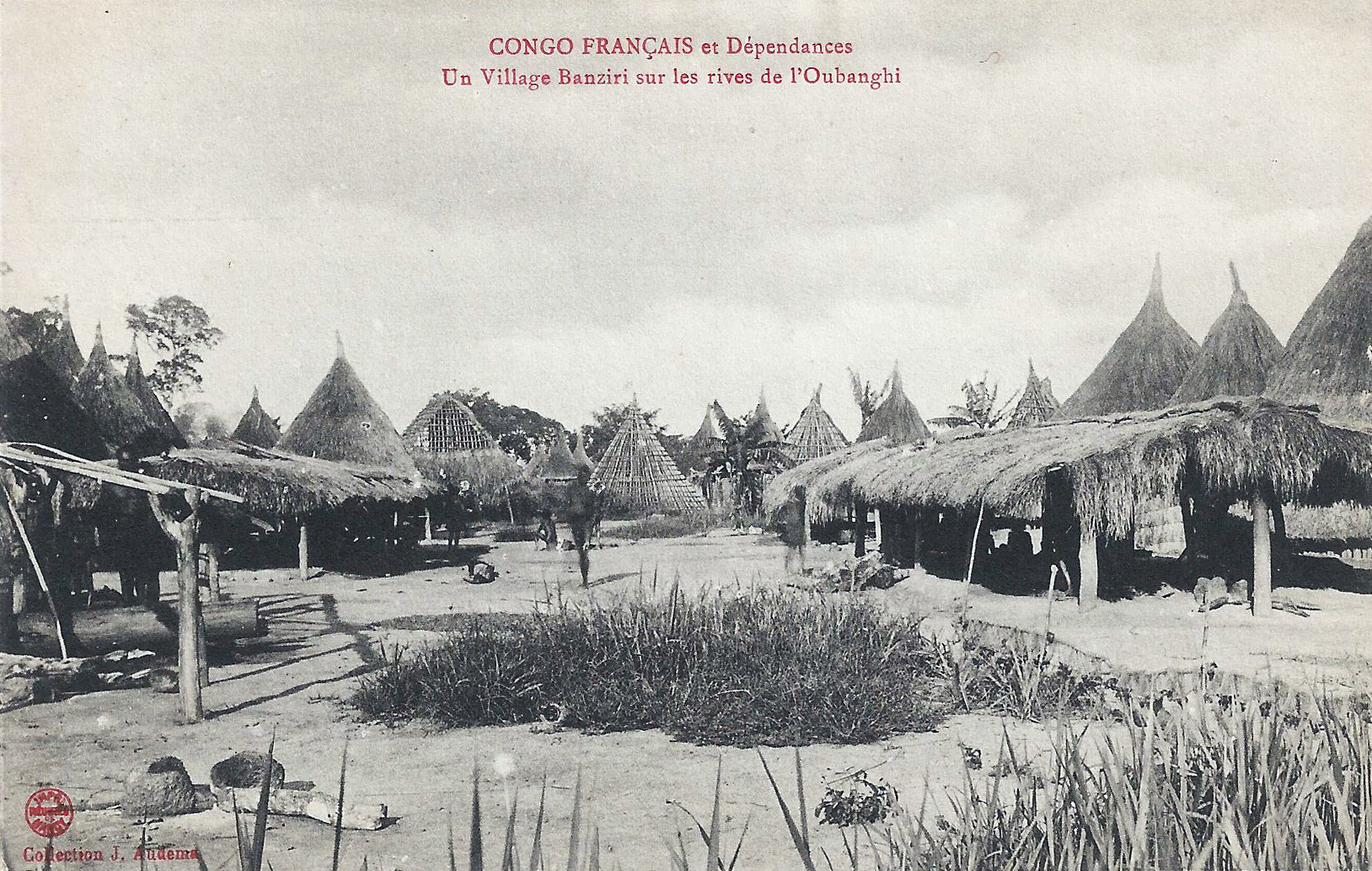
Un village banziri sur les rives de l'Oubanghi (Congo français.)

Les Banziri (ou Banzili, Banziris, Gbandere, Gbanzili, Gbanziri) sont une population vivant en République centrafricaine et en République démocratique du Congo, au confluent du Kouango et de l'Oubangui. Ils parlent le gbanziri, une langue oubanguienne.
Ils sont établis sur une bande côtière de 200 km entre les rapides de Mokwangay et l'embouchure de la Ouaka (ou Kouango), de part et d'autre de l'Oubangui. Peuple du fleuve, les Banziri sont réputés pour leurs compétences de pagayeurs et de pêcheurs. Toute leur vie s'organisait ainsi autour du fleuve qu'ils parcourent en pirogue. 
Originaires de la région du Haut-Nil, ils ont commencé à s'établir au Kouango au XVIe siècle, déplaçant ainsi plusieurs groupes bantouphones. Ils rencontré des explorateurs français la fin du XIXe siècle, et leurs chefs ont signé un traité avec Paul Crampel en 1890.

## Une ethnie dans son environnement pluriethnique

### Les croyances
Il ne s'agira hélas pas de reconstituer l'univers religieux dans son ensemble ou d'expliciter les croyances fondamentales de la vie de telle ethnie de l'Oubangui faute de sources proprement ethnographique mais quatre séries d'observations (dont trois dans une même page de Paul Félix Brunache) éclairent le fait religieux :

#### Les pâtures en chemin
Chez les Dakpas : "Sur tous les chemins je trouve des fragments de pots près desquels on a mis un peu de charbon, du manioc, du mil, etc. Je demande à Zouli ce que cela signifie ; il me dit à voix basse, d'un ton mystérieux, que c'est la pâture offerte aux mauvais esprits qui ont amené la variole.. il y en a ainsi sur tous les chemins pour qu'ils ne viennent pas jusqu'au village. A chaque fois, il fait un détour pour ne rien déranger."  Brunache p.194

#### Les fétiches au village
"Partout jusque chez les Ouia-Ouia nous remarquions dans les villages des arbres auxquels étaient fixés des quantités de fétiches. Il en était de même près des maisons."  B. 194

#### L'autel des défrichements
"Dans les défrichements, auprès des plantations récentes, nous ne manquions pas de rencontrer une sorte de petit autel en branchage, supportant des calebasses pleines de cendres, des fruits rouges, des arêtes de poisson ou des plumes de poulet, tout cela [les fétiches comme l'autel] destiné à protéger les récoltes contre le mauvais œil."  B. 194

#### Le tam-tam
Une photographie de l'agence Meurisse (ci-contre, date?) représente une scène de "tam-tam banziri" sur la rive belge et peut aider à en définir les caractéristiques.
Trois objets qui semblent être des instruments de musique :
- Le tam tam à coup sûr, assez volumineux pour être joué par trois personnes.
- Une section de tronc d'arbre (partiellement évidé?) et qui semble être joué en percussion à l'aide d'une machette (le "xylophone" mentionné par Georges Seguin?).
- Une sorte de "harpe de bois", large planche évidée et sculptée de manches jouée elle aussi en percussion avec un manche de bois peu visible.
Alors que les instrumentistes sont des hommes mûrs et que des enfants à droite et à gauche regardent la scène, les danseurs eux sont des adolescents, avec peut-être la première rangée (vue de dos à l'avant-plan) constituée d'adolescentes.
On ne peut exclure qu'il s'agisse d'une reconstitution, en tout cas la représentation diverge de la description complète qu'en fait Georges Seguin. Co-administrateur de la Compagnie du Kouango Français, il a assisté à un tam-tam banziri en 1901 (extrait de son journal de voyage, non publié).
« 
Samedi 1er juin 1901
Ration ce soir à 6h. A 8h les Banziris me demandent la permission de faire tam-tam, un grand sorcier Gobou doit lire dans le feu et leur trouver? des médicaments pour toutes leurs maladies. Toutes les perles de leur ration vont y passer, mais j'accorde la permission parce qu'ils iraient les lui porter dans un village.
Je vais à 9h assister au tam-tam, le xylophone, 2 tam-tams et les chants des assistants font un vacarme assourdissant, tous les hommes de ... ...? des possédés et cela dure toute la nuit. Devant le feu sont accumulés tous les morceaux de bois qui après le tam-tam seront portés comme gris-gris. Le sorcier de temps en temps en porte un au feu et se l'enfonce dans le ventre puis il danse en le tenant dans sa main, lorsqu'il est suffisamment béni il le met de côté et un moment après il recommence avec un nouveau morceau de bois. Ce bois a la forme d'un fuseau d'une longueur d'environ 30 cm, il est creusé et percé de trous, et l'extrémité est taillée en biseau, il sert de sifflet plutôt que de flûte car il ne produit qu'une note. L'acquéreur danse avec le sorcier qui lui vend assez cher. A un moment, le sorcier de son cou? sort une racine blanche assez longue, il la râcle pour former une poudre qu'il met dans une feuille dont il forme ensuite un petit soufflet. Les acquéreurs des gris-gris renversent la tête en arrière, le sorcier leur souffle la poudre dans les yeux, elle doit les brûler car ils poussent des gémissements et les larmes inondent leurs visages, mais après quelques minutes pendant lesquelles ils se tiennent la tête dans les mains, il s'essuient les yeux du revers de leurs mains, et se remettent à danser. Je demande à quoi sert ce médicament, on me dit que c'est pour qu'ils voient plus clair et que ceux qui l'ont pris auront le coup d'oeil plus juste pour lancer la sagaie sur leurs ennemis ou le harpon sur les poissons.
Peu à peu toutes les perles de la ration y passent, mais j'avoue que le sorcier ne vole pas ses perles, car il se démène et dansera ainsi toute la nuit et demain peut-être une partie de la journée, il faut même qu'il soit enfer? pour faire ce métier.
Les femmes forment le cercle autour du feu et des danseurs, elles chantent mais ne prennent pas part aux danses, elles ne peuvent pas non plus acheter de gris-gris. Je quitte le tam-tam à 10h30 mais j'ai été réveillé plusieurs fois pendant la nuit par les chants et le bruit.
 »

### L’organisation politique

#### Qu'est-ce qu'un chef dans le Haut-Oubangui?
Il existe trois sultanats en bordure du Mbomou : Bangassou, Rafaï et Zémio, qui sont des entités  politiques plus étendues, plus organisées et plus hiérarchisées que les entités ethniques du Haut-Oubangui lui-même. C'est que, par l'intermédiaire du Soudan mahdiste, ils sont tributaires de la lointaine Égypte et en subisse donc l'influence. Nous nous contenterons ici de signaler qu'ils sont capables de lever des armées de dizaines de milliers d'hommes. Ces quelques faits pour servir de repère et distinguer le Mbomou du Haut-Oubangui : trois principautés arabisées à l'est, une dizaine de chefferies ethniques à l'ouest.
Au total si l'on inclut les Banziris dans les observations générales sur les ethnies du bassin du Haut-Oubangui (nord du fleuve et arrière-fleuve) il en résulte le tableau suivant :

##### L'agent exécutif de la volonté populaire
Les leaders d'ethnie (comme Bembé) paraissent sous le contrôle permanent de l'opinion publique. En effet chez deux des peuples qui leur sont voisins (Bondjos et Togbos) nous avons deux exemples intéressants d'exercice du pouvoir D.339  qui montrent qu'un jeune guerrier ou que le groupe des femmes peut "aisément [remettre] en question"  la décision du chef s'ils persuadent la foule du bien-fondé de leur intervention. Le chef apparaît donc comme un "agent exécutif de la volonté populaire" mais a davantage de poids si son charisme le lui permet.

##### Les fonctions de politique extérieure
Les fonctions dévolues au chef semblent surtout relever de la politique extérieure  :
- Il "parle, négocie et marchande avec l'étranger" et  "centralise les nouvelles"
- Il "envoie émissaires et ambassadeurs", il "désigne guides et piroguiers" 
Cela n'exclut pas l'hypothèse de fonctions de juge coutumier ou d'autres fonctions de politique intérieure mais il est logique qu'elles ne soient pas apparues aux voyageurs plus pressés d'atteindre le Nil ou le Tchad que d'observer les institutions.

##### La préséance
Il a la préséance en plusieurs matières :
- "Boubou de coton ou peau de léopard"  (et bientôt le chapeau de paille offert par les Européens) sont les insignes exclusifs du pouvoir.
- Une garde personnelle est chargée de sa sécurité.
- Les cadeaux offerts par les étrangers lui reviennent.

#### Bembé, chef de l'ethnie banziri
Ils sont dirigés en 1890 par un personnage qui, porté par le consensus populaire, semble bien obéi par tous les villages banziris. Au contraire par exemple de l'émiettement politique des Bondjos  le chef Bembé rassemble donc sous son autorité l'ensemble de son ethnie. "Vieillard plein d'usage et de sentiment, conscient de sa sagesse et de sa dignité"  : le portrait est flatteur, ce qui n'est pas le cas pour les quatre autres chefs décrits par les voyageurs.

### Relations extérieures
Ils ont pour voisins de plus petits groupes de gens du fleuve : à l'ouest les Bondjos bouzérous et les Bandas ouaddas, à l'est les Bourakas, et dans l'arrière-pays des groupes équivalents par leur territoire : au nord-ouest les Togbos, au nord-est les Langbassis.
Les Banziris portent "assez généralement" un couteau "passé dans une gaine de cuir, ajourée et artistement façonnée". "Il est suspendu au côté à l 'aide d'une lanière en baudrier". Même s'il peut servir d'arme de jet c'est un "très faible équipement militaire"  comparé à leurs "redoutables voisins Bondjos", à la lance ouadda et à la sagaie langouassi D. 194 .
Cause ou conséquence les Banziris sont décrits universellement comme de "tempérament pacifique" et cela correspond bien du reste au rôle commercial qu'est amené à jouer un territoire fluvial. Cela peut aussi expliquer la politique d'alliance de leur chef Bembé envers les Français : en l'absence d'équipement voire de tradition militaire, il est en effet plus sage de chercher à défendre ses intérêts par la négociation que par la force.
"Qu'il s'agisse de vêtement, de coiffure ou de parure, une nette tendance à la simplification se dégage depuis le Fleuve vers le nord." . De même les "productions [artisanales] semblent plus diverses et plus évoluées au sud qu'au nord" . Peut être sous ces prétextes "les gens d'eau donnaient aux peuples de l'intérieur le surnom de Ndris, c'est-à-dire sauvages" D. 194  .
Palabrant avec Dybowski Bembé "taille lui-même une pagaie" D. 224 ce qui semble montrer l'absence d'artisans spécialisés chez les Banziris. Chacun (ou chaque famille ?) tisse son vêtement, tanne sa peau de bête, sculpte ses ustensiles de bois. La petite métallurgie et l'artisanat d'art des ethnies voisines ne sont pas visibles ici .
En fait un tableau comparatif même rapide des caractéristiques propres à chaque ethnie du bassin du Haut-Oubangui fait ressortir l'impression d'une spécialisation complémentaire des ethnies entre elles. Soit que tel aspect de la culture et du mode de vie diffère de l'une à l'autre (l'une adopte le manioc et pas l'autre Pr ch?), soit que l'une se procure chez l'autre ce qu'il lui manque comme denrée ou comme compétence. Cette idée est corroborée par une situation semblable établie sous les mêmes latitudes entre chasseurs-cueilleurs "pygmées" de la forêt et agriculteurs et éleveurs de la savane arborée .

## Les spécificités des Banziris

### Apparence et caractère perçus

#### Les hommes
Leur physique est décrit par les voyageurs français comme "vigoureux, musclé, sain, souple et harmonieux". Leur nez droit, leurs lèvres peu épaisses, leur regard clair et leurs dents admirables font leur admiration. Le caractère de ces précieux et nouveaux alliés est loué comme ouvert, franc, leur visage expressif et gai "même dans les circonstances les plus difficiles.
Mais aussi "sociables, accueillants, empressés, polis" : quel contraste et quel soulagement avec les attaques permanentes du jeune poste de Bangui ! Est-il possible que dans ces récits de voyage où entre plus de jugements de valeur que de descriptions ethnographiques la politique n'entre pas en jeu? Ainsi les Bondjos bouzérous responsables des constantes attaques contre les Français de Bangui sont, eux, appelés "maigres, chétifs, sales et franchement laids" Dybowski p. 173.
Les hommes banziris portent un pagne fabriqué en écorce de ficus martelée. La ceinture est faite en peau de buffle, ornée de bagues de fer ou de cuivre (Dybowski p. 194 ).
Leurs coiffures savantes sont de "véritables travaux artistiques en perles multicolores disposées d'une façon très symétrique" Gaillard p. 236. Il s'agit d'un véritable trésor enrichi par l'achat de perles ou concédé pour une dette de jeu Dybowski p. 192. Ils portent en outre de "grands bracelets de fer, formés en spirale, avec grelots" en ivoire ou en cuivre Dybowski p. 363 .

#### Les femmes
Elles laissent pendre jusqu'au sol ou sur l'épaule une opulente chevelure, qui même rassemblée en natte peut être épaisse comme le bras.   Dybowski p. 195. Elles portent un cache-sexe spécifique fait de coquillages blancs  Brunache p. 66, portent des colliers ou des ceintures de perles. Elles sont perçues par les Français comme "belles, douces, avenantes". . 
Une "impression de grande liberté individuelle" se dégage de tous les textes au-delà des différences de classe d'âge et de même de statut : 
- "très nombreuses initiatives individuelles des hommes adultes"
- "liberté d'allure des femmes"
- "véritable vagabondage des enfants"
- "indépendance relative des esclaves"
Pourtant, comment savoir si cela constitue la "situation normale" ou bien "l'effervescence d'une période de crise"? 

### Une économie d'usufruit
Ce terme est forgé par Prioul pour désigner "les ramassages au sens le plus large du terme : "cueillette, chasse, pêche, élevage extensif, extraction de matière minérales superficielles." 
Le territoire banziri se trouve aux confins de la forêt équatoriale dense et de la savane arborée. Une étude de R. Sillany faite dans le même milieu naturel à Lobaye sur les plantes alimentaires spontanées dénombre par exemple 58 espèces de plantes à feuilles comestibles et 84 espèces de plantes à fruits. C'est dire l'extrême richesse du milieu naturel et qui explique sans doute combien est faible - dans certaines zones ethniques- le besoin d'une agriculture intensive et variée et d'organisation sociale complexe du travail.
Le régime alimentaire dominant des Banziris est le suivant :

#### Le poisson
Le très peu d'élevage de poules et de cabris est "compensé par les ressources de la pêche tant au gros poisson qu'au menu fretin"  . La pêche se fait au filet, au marigot, par "des nasses ou des barrages de pêche". On y récolte aussi comme au nord, "petites crevette et gros coquillages" . C'est vraiment ce qui caractérise le mieux le genre de vie banziri.

#### La banane
"Peu de cultures autour des villages, quelques touffes de bananier seulement et quelques pieds de tabac dont on récolte les feuilles pour les fumer" D. 222. C'est un "système agro-vivrier axé sur le bananier." 
|                         | Banane | Mil-sorgho | Manioc |
| ----------------------- | ------ | ---------- | ------ |
| Au fleuve               |        |            |        |
| Bondjos                 | x      |            |        |
| Bouzérous               | x      |            |        |
| Banziris                | x      |            |        |
| Ouaddas                 |        | x          | x      |
| A l'arrière-fleuve      |        |            |        |
| Ndris du sud            | x      |            |        |
| Ndris du nord           |        | x          |        |
| Langbassis              |        | x          | x      |
| Togbos                  |        | x          |        |
| Dakpas                  |        | x          |        |
| Au Gribingui (Nord RCA) |        |            |        |
| Ngapous                 |        | x          |        |
| Mandjias                |        | x          | x      |

#### Dictionnaires
- Pierre Kalck, Historical dictionary of the Central African Republic, Metuchen, NJ & London, Scarecrow Press, 1992.

- James Stuart Olson, The Peoples of Africa : An ethnohistorical dictionary, Westport, Conn., Greenwood Publishing Group, 1996.

#### Monographies
- François-Xavier Fauvelle (dir.), L'Afrique ancienne : de l'Acacus au Zimbabwe : 20 000 avant notre ère-XVIIe siècle, Paris, Belin, 2018.

- Pierre Saulnier, Le Centrafrique : Entre mythe et réalité, Paris, L'Harmattan, 1997.

- Pierre Kalck, Histoire centrafricaine : Des origines à 1966, Paris, L'Harmattan, 1992.

- Christian Prioul, Entre Oubangui et Chari vers 1890, Nanterre, Service de publication du Laboratoire d'ethnologie et de sociologie comparative, Université de Paris X, 1982.

- Antonin-Marius Vergiat, Les rites secrets des primitifs de l'Oubangui, Payot, 1936, réédité chez L'Harmattan, Paris, 1981, 210 p.  (ISBN 2-85802-205-4) ; compte-rendu par Auguste Chevalier in Journal des africanistes, 1936,  6-2, p. 19, [lire en ligne]